# Тимянка (Лодзинське воєводство)
Тимянка (пол. Tymianka) — село в Польщі, у гміні Стрикув Зґерського повіту Лодзинського воєводства.
Населення — 533 особи (2011).
У 1975-1998 роках село належало до Лодзинського воєводства.

## Демографія
Демографічна структура станом на 31 березня 2011 року:
|          | Загалом | Допрацездатний вік | Працездатний вік | Постпрацездатний вік |
| -------- | ------- | ------------------ | ---------------- | -------------------- |
| Чоловіки | 259     | 56                 | 184              | 19                   |
| Жінки    | 274     | 52                 | 168              | 54                   |
| Разом    | 533     | 108                | 352              | 73                   |